# Chatham (hrabstwo Columbia)
Chatham – wieś w Stanach Zjednoczonych, w stanie Nowy Jork, w hrabstwie Columbia.